# Хярмс, Эуген Янович
Эуген (Евгений) Янович Хярмс (17 августа 1920, Астрахань — 12 марта 1979, Тбилиси) — советский футболист и футбольный арбитр. В качестве игрока выступал на позиции полузащитника. Арбитр всесоюзной категории (20.01.1962), почётный судья по спорту.

## Биография
Родился в Астрахани. Детство прошло в Таллине. В школьные годы занимался разными видами спорта: легкой атлетикой (бег на средние дистанции), играл в баскетбол, волейбол, настольный теннис и футбол. Тренировался у Хайнриха Пааля. В 1940 году окончил Таллинский техникум.
В 1941 году призван в ряды Красной Армии. Воевал в составе 7-й Эстонской стрелковой дивизии 8-го Эстонского стрелкового корпуса (371-го гвардейского стрелкового полка 118-й гвардейской стрелковой дивизии). В ноябре 1944 года в составе команды дивизии принял участие в матче против таллинского «Спартака». Гвардии старшина.

### Футбольная карьера
После войны играл в составе таллинских клубов «Динамо» и «Калев» в первой и второй лигах СССР и в чемпионате Эстонской ССР. Вместе с «Динамо» в 1947 и 1949 Хярмс стал чемпионом Эстонской ССР среди коллективов физкультуры.
Также в 1945—1947 годах становился призёром чемпионатов Эстонской ССР по баскетболу и волейболу.

### Судейская карьера
Карьеру арбитра начал в 1959 году. В высшей лиге чемпионата СССР обслуживал 112 матчей. Главный судья финала Кубка СССР 1966. Боковой судья финала Кубка СССР 1969. В списках лучших арбитров: 1966, 1967, 1969 годы. Председатель Эстонской республиканской коллегии судей — 1969-79. Член Эстонской республиканской и городской коллегии судей — 1956-79.
Почётный член спортивного общества «Калев» (1970). Тренер спортивного общества «Динамо».

#### Особенные матчи
Евгений Хярмс принял участие в двух важных матчах для команды «Карпаты» Львов.
- 23 ноября 1968 года Хярмс был лайнсменом в третьем матче переходного турнира за право играть в высшей лиге чемпионата СССР между львовскими «Карпатами» и свердловским «Уралмашем». Игра завершилась со счетом 1:1 — гол «Уралмаш» забил из офсайда, который не заметил боковой арбитр Эуген Хярмс, и в «вышку» вышли свердловцы. В следующем году этот же лайнсмен судил игру «Карпат» в финале Кубка СССР, после которой признался, что предвзятое отношение к львовянам на финальном турнире в Сочи было следствием указаний «сверху» — в Высшую лигу должен был попасть именно «Уралмаш».[источник не указан 1503 дня]
- 17 августа 1969 года футболисты «Карпаты» (Львов) вышли на поле московского стадиона Лужники на поединок против фаворита — высшелигового СКА (Ростов-на-Дону). Перед началом игры капитан команды «Карпаты» Игорь Кульчицкий согласно протоколу пожал руки всем судьям, помимо бокового Еугена Хярмса — за прошлогоднюю ошибку. В конце игры ростовчане забили гол из офсайда — главный судья, даже не посмотрев на бокового, гол засчитал. Только потом главный судья заметил сигнализацию Хярмса: тот четко зафиксировал офсайд.[источник не указан 1503 дня]

### Послефутбольная жизнь
После завершения судейской карьеры работал заместителем директора Таллинского парфюмерно-жирового комбината.

## Память
Похоронен на Лесном кладбище. В 80-е годы в Таллине проводили мемориальный турнир юношеских команд памяти Е. Хярмса.

## Личная жизнь
Был женат. Сын — Яан и дочь Кай, дети профессионально занимались настольным теннисом.